# بوریس بدون بئاتریس
بوریس بدون بئاتریس (فرانسوی: Boris sans Béatrice‎ و انگلیسی: Boris Without Béatrice) فیلمی در ژانر درام به کارگردانی دنی کوت است که در سال ۲۰۱۶ میلادی منتشر شد. از بازیگران آن می‌توان به دونی لوان، جیمز هیندمن و ایزولدا دیشاوک اشاره کرد.
موضوع فیلم داستان مردی است که حین نگهداری از همسر در حال مرگش، رابطه‌ای خارج از ازدواج را آغاز می‌کند.
این فیلم در بین ۲۳ فیلم بخش رقابتی برای کسب جایزهٔ خرس طلایی در شصت و ششمین دورهٔ جشنواره بین‌المللی فیلم برلین جای گرفت.